# نالدو (بازیکن فوتبال، زاده ۱۹۸۸)
نالدو (اسپانیایی: Naldo‎؛ زادهٔ ۲۸ اوت ۱۹۸۸) بازیکن فوتبال اهل برزیل است.
از باشگاه‌هایی که در آن بازی کرده‌است می‌توان به اسپورتینگ لیسبون، باشگاه فوتبال گرمیو، بولونیا، باشگاه ورزشی کروزیرو، گرانادا، اودینزه، و ختافه اشاره کرد.